# 萨姆·比利
萨姆·比利（英語：Sam Bewley，1987年7月22日—），新西兰男子自行车运动员。他曾代表新西兰参加2008年和2012年夏季奥林匹克运动会自行车比赛，获得二枚铜牌，均来自男子团体追逐赛项目。